# Білецька сільська рада (Тернопільський район)
Біле́цька сільська́ ра́да — адміністративно-територіальна одиниця та орган місцевого самоврядування в Тернопільському районі Тернопільської області. Адміністративний центр — село Біла.

## Загальні відомості
Білецька сільська рада утворена в 1991 році.
- Територія ради: 11,1 км²
- Населення ради: 2 927 осіб (станом на 2001 рік)
- Кількість домоволодінь 1029  станом на 2015 рік
- Територією ради протікає річка Серет

## Населені пункти
Сільській раді підпорядковані населені пункти:
- с. Біла

## Населення
За переписом населення України 2001 року в сільській раді мешкала 2971 особа.

### Мова
Розподіл населення за рідною мовою за даними перепису 2001 року:
| Мова       | Відсоток |
| ---------- | -------- |
| українська | 99,15 %  |
| російська  | 0,61 %   |
| білоруська | 0,10 %   |
| вірменська | 0,03 %   |

## Склад ради
Рада складається з 15 депутатів та голови.
- Голова ради: Мотика Надія Ярославна

### Керівний склад попередніх скликань
| Прізвище, ім'я, по батькові | Основні відомості                                                 | Дата обрання | Дата звільнення |
| --------------------------- | ----------------------------------------------------------------- | ------------ | --------------- |
| Мотика Надія Ярославівна    | Сільський голова, 1961 року народження, позапартійна              | 26.03.2006   | 31.10.2010      |
| Мотика Надія Ярославна      | Сільський голова, 1961 року народження, освіта вища, безпартійний | 31.10.2010   |                 |

Примітка: таблиця складена за даними сайту Верховної Ради України

### Депутати
За результатами місцевих виборів 2010 року депутатами ради стали:

#### За суб'єктами висування
| Суб'єкт висування | Кількість обраних депутатів | %   |
| ----------------- | --------------------------- | --- |
| Самовисування     | 15                          | 100 |

#### За округами
| № округу | Прізвище, ім'я, по батькові    | Дата визнання обраним | Освіта             | Партійна приналежність | Відомості про обраного депутата                                      |
| -------- | ------------------------------ | --------------------- | ------------------ | ---------------------- | -------------------------------------------------------------------- |
| 1        | Гримак Богдан Васильович       | 31.10.2010            | середня            | позапартійний          | приватний підприємець                                                |
| 2        | Бачун Ігор Теодозійович        | 31.10.2010            | середня спеціальна | позапартійний          | приватний підприємець                                                |
| 3        | Ягнюк Володимир Степанович     | 31.10.2010            | середня спеціальна | позапартійний          | пенсіонер                                                            |
| 4        | Сердюк Оксана Павлівна         | 31.10.2010            | вища               | позапартійна           | Білецька сільська рада, фахівець соцроботи з сім'ями                 |
| 5        | Ясіновська Ганна Володимирівна | 31.10.2010            | вища               | позапартійна           | Білецька сільська рада, інспектор ВОС                                |
| 6        | Коваль Володимир Мефодійович   | 31.10.2010            | середня спеціальна | позапартійний          | Тернопільська Облспоживспілка, водій                                 |
| 7        | Кузик Роман Степанович         | 31.10.2010            | вища               | позапартійний          | Білецька сільська Рада, секретар                                     |
| 8        | Боднар Руслан Мирославович     | 31.10.2010            | вища               | позапартійний          | Кредитна спілка «Мрія»                                               |
| 9        | Лисай Андрій Зіновійович       | 31.10.2010            | середня спеціальна | позапартійний          | Тернопільська облавтошкола ВСА, заступник директора автогосподарства |
| 10       | Семчишин Микола Андрійович     | 31.10.2010            | середня спеціальна | позапартійний          | Фермерське господарство «Семчишин», агроном                          |
| 11       | Драюк Марія Іванівна           | 31.10.2010            | вища               | позапартійна           | Салон «Княжі двері», пП                                              |
| 12       | Малко Василь Євгенович         | 31.10.2010            | вища               | позапартійний          | приватне підприємство                                                |
| 13       | Томчук Богдан Володимирович    | 31.10.2010            | вища               | позапартійний          | ТНЕУ, студент                                                        |
| 14       | Патрик Петро Володимирович     | 31.10.2010            | вища               | позапартійний          | приватне підприємство                                                |
| 15       | Козуб Олег Володимирович       | 31.10.2010            | середня спеціальна | позапартійний          | пенсіонер                                                            |